# Gustav Schmidt (Künstler)
Gustav Schmidt (* 12. Februar 1888 in Peine; † 8. November 1972 in Dresden) war ein deutscher Maler, Grafiker, Plastiker und Lehrer.

## Leben
Schmidt absolvierte eine Lehrerausbildung und unterrichtete ab 1908 am Realgymnasium Peine. Anschließend studierte er Malerei und Grafik bei Robert Sterl, Osmar Schindler und Carl Bantzer an der Dresdner Kunstakademie. Er war von 1911 bis 1913 Meisterschüler bei Otto Gussmann. Gustav Schmidt wurde im Ersten Weltkrieg schwer verwundet und kehrte 1917 als Zeichenlehrer ans Realgymnasium Peine zurück, seit 1919/1920 lebte er als freischaffender Künstler in Dresden.
1937 wurden in der Nazi-Aktion „Entartete Kunst“ aus dem König-Albert-Museum Zwickau Schmidts Holzschnitt Erwachen Adams beschlagnahmt und anschließend vernichtet.
Nach dem Ende des Zweiten Weltkrieges beteiligte sich Schmidt u. a. 1945/1946 mit drei Werken an der Ausstellung „Freie Künstler. Ausstellung Nr. 1“, 1946 an der Kunstausstellung Sächsische Künstler, 1947 an der „Ersten Ausstellung Dresdner Künstler“ in Dresden und 1948 an der „Ausstellung Dresdner Künstler“ im Museum der bildenden Künste Leipzig.
Der vom expressiven und kritischen Realismus beeinflusste Gustav Schmidt widmete sich in seiner Arbeit häufig antiken und biblischen Themen.
Schmidt war Mitglied im Deutschen Künstlerbund und im Verband Bildender Künstler der DDR.

## Darstellung Schmidts in der bildenden Kunst
- Rudolf Nehmer: Bildnis Gustav Schmidt (Tafelbild, Öl, 1950)[5]

## Werke (Auswahl)
Tafelbilder
- Reiter am Strande (Öl; 1911)[6]
- Bettler (Öl; 1930; im Bestand der Dresdener Gemäldegalerie Neue Meister)[7]
- Mutterpferd (Öl; 1930; auf der Ausstellung „Dresdner Kunst 1930“)[8]
- Schalksknecht (Öl; 1931)[9]
- Moses (Öl; 1945)[10]

Druckgrafik
- Heilige Familie (Holzschnitt)[11]
- Passion (Holzschnitt-Zyklus; 1924; u. a. Grablegung)[12]

Skulpturen
- Giraffe mit Kind (Kleinplastik; Irdenware, modelliert, bemalt und glasiert, 1920/1950; im Bestand des Museums für Sächsische Volkskunst, Dresden)[13]
- Frauen-Torso (Keramik; 1948)[14]
- Adam und Eva (Relief, Zement; 1952/1953; ausgestellt 1953 auf der Dritten Deutschen Kunstausstellung in Dresden)[15]
- Ziege (Ton, glasiert; 1953; im Bestand des Kunstgewerbemuseums Dresden)[16]

## Einzelausstellungen (Auswahl)
- 1948 Dresden, Staatliche Kunstsammlungen (Gemälde, Aquarelle, Handzeichnungen, Holzschnitte, Keramik aus den Jahren 1909 – 1948)
- 1968 Dresden, Kunstausstellung Kühl (Gemälde, Grafik, Plastik, Keramik)
- 1975 Dresden, Galerie Kunst der Zeit (Malerei, Graphik, Plastik)